# Starobutivka, Sosnîțea
Starobutivka (în ucraineană Старобутівка) este un sat în comuna Butivka din raionul Sosnîțea, regiunea Cernihiv, Ucraina.

## Demografie
Componența lingvistică a localității Starobutivka
     Ucraineană (100%)
Conform recensământului din 2001, toată populația localității Starobutivka era vorbitoare de ucraineană (100%).